# فابيان وار
فابيان وار (بالإنجليزية: Fabian Ware)‏ (و. 1869 – 1949 م) هو صحفي، وعسكري من المملكة المتحدة، والمملكة المتحدة لبريطانيا العظمى وأيرلندا، ولد في كليفتون، ويحمل رتبة عسكرية لواء ‏، توفي في Amberley, Gloucestershire ‏، عن عمر يناهز 80 عاماً.

## الخدمة العسكرية
خدم في الجيش البريطاني.

## جوائز
حصل على جوائز منها:
- نيشان الإمبراطورية البريطانية من رتبة فارس قائد
- نيشان التاج من رتبة قائد ‏
- النيشان الفيكتوري من رتبة فارس قائد
- نيشان الحمام من رتبة مرافق  [لغات أخرى]‏
- شريك وسام القديس ميخائيل والقديس جورج  [لغات أخرى]‏